# Lyoubov Ouspenskaïa
Pour les articles homonymes, voir Ouspenski.
Lyoubov Zalmanova Ouspenskaïa (en russe : Любо́вь За́лмановна Успе́нская), née le 24 février 1954 sous le nom de Sitskier (Си́цкер) à Kiev, est une chanteuse russe et américaine qui interprète des chansons russes et des romances urbaines.

## Sources
- (en) Cet article est partiellement ou en totalité issu de l’article de Wikipédia en anglais intitulé « Lyubov Uspenskaya » (voir la liste des auteurs).